# Frase (enigmistica)
In enigmistica una frase è una sequenza di due o più parole corretta dal punto di vista sintattico che funge da soluzione di un gioco enigmistico.

## Descrizione
La frase che funge da soluzione, a differenza di una frase comune, non ha necessariamente un senso compiuto e indipendente (ad esempio "la signora", "calvizie incipiente", "l'anno nuovo", "ottimo risultato", "un grande piacere", "pericolo di morte", "l'albero della nave") ma il concetto ha senso in quanto la frase che lo esprime è soluzione (o a parte della soluzione) del gioco.
Generalmente la frase risolutiva del gioco ha la forma articolo + sostantivo + aggettivo, piuttosto che essere una vera proposizione o comunque in una frase del tutto indipendente. Il verbo coniugato può trovarsi principalmente nelle frasi risolutive dei rebus, allorché queste sono costituite da un detto proverbiale o comunque di stampo moralistico (frase gnomica). Fuori di questa ipotesi, le frasi enigmistiche sono in genere più o meno accettabili e apprezzate in base al loro grado di idiomaticità, che permette al solutore di orientarsi fra possibilità relativamente limitate. La frase enigmistica è dunque quasi sempre una frase fatta.
I giochi enigmistici che sfruttano frasi anziché semplici parole rendono conto della loro natura cambiando denominazione. Ad esempio, locandiera = l'arca di Noè è un "anagramma a frase", perché consiste nel passaggio da una parola a una frase; mentre l'arca di Noè = l'ora di cena è una "frase anagrammata", perché consiste nel passaggio da una frase a un'altra.. Nella "frase anagrammata divisa" una frase viene scomposta in una sequenza di più parole, per esempio violenta tempesta = vento lampi saette. Ma queste distinzioni non appaiono per lo più decisive per il solutore, al quale è sufficiente l'indicazione di un diagramma numerico recante la lunghezza delle parole (es., nei casi citati: 10 = 1'4 2 3 e 1'4 2 3 = 1'3 2 4) per capire di che tipo di gioco (in questo caso di anagramma) si tratta.